# كأس ألمانيا 2007–08
كأس ألمانيا 2007–08 (بالألمانية: DFB-Pokal 2007/08)‏ هو الموسم 65 من كأس ألمانيا. أشرف على تنظيمه اتحاد ألمانيا لكرة القدم، وكان عدد الأندية المشاركة فيه 64، وفاز فيه بايرن ميونخ.